# National Optical Astronomy Observatory

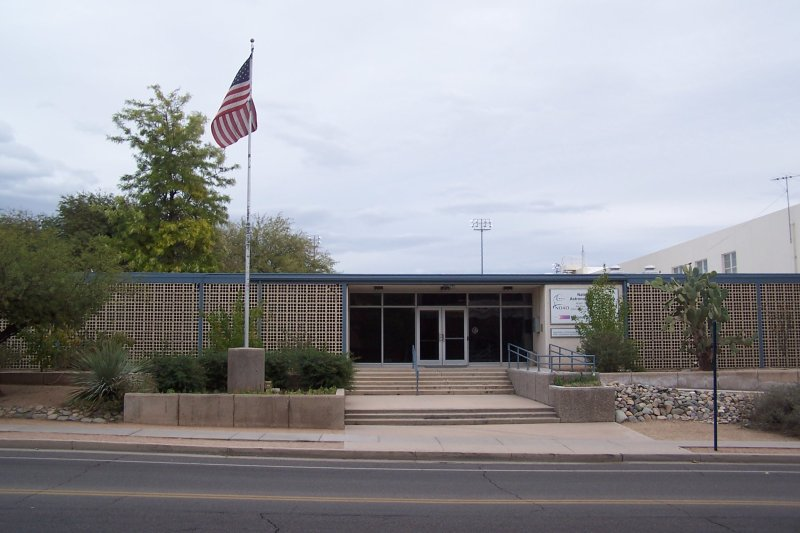
La sede del NOAO a Tucson, Arizona

L'Osservatorio Nazionale di Astronomia Ottica (NOAO, National Optical Astronomy Observatory) è un centro di ricerca e sviluppo statunitense per l'astronomia notturna a terra. Il NOAO, fondato nel 1982, gestisce l'accesso pubblico da parte della comunità astronomica ai telescopi direttamente gestiti dal NOAO e ad altri telescopi ottici e ad infrarossi. La National Science Foundation (NSF) finanzia il NOAO per fornire strutture all'avanguardia di ricerca astronomica agli astronomi statunitensi, sulla base di proposte in revisione paritaria (peer review) valutate semestralmente al fine di ottenere l'accesso ai telescopi di entrambi gli emisferi ed effettuare le osservazioni preposte.
La sede NOAO si trova a Tucson, in Arizona, unitamente alla sede del National Solar Observatory (NSO). Il NOAO è gestito dall'Associazione delle Università per la Ricerca in Astronomia (AURA), nell'ambito di un accordo di cooperazione con la NSF. Il NOAO collabora con college e università per formare scienziati e ingegneri e promuove i risultati delle proprie ricerche per rafforzare l'istruzione e la consapevolezza pubblica delle scienze astronomiche.

## Gli osservatori gestiti dal NOAO
Il NOAO gestisce telescopi di ricerca in entrambi gli emisferi, nord e sud. Questi telescopi sono situati a Kitt Peak negli Stati Uniti e sul Cerro Tololo, in Cile. Congiuntamente a strumenti astronomici di supporto quali fotocamere e spettrometri, i due siti consentono agli astronomi di osservare l'intera volta celeste alle lunghezze d'onda ottiche e nel vicino infrarosso (da 0,4 a 5 micrometri).

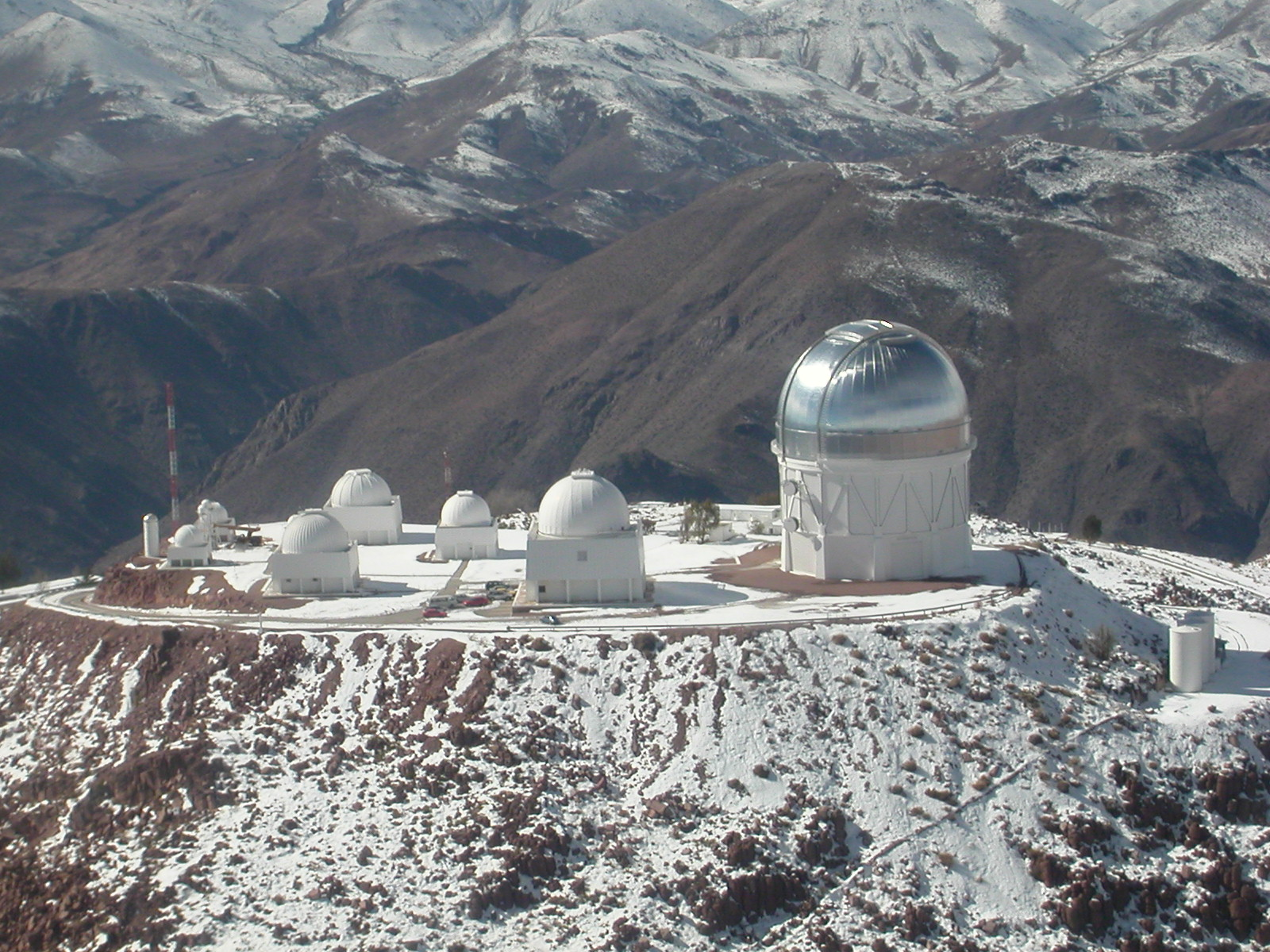
L'osservatorio di Cerro Tololo

### Cerro Tololo Inter-American Observatory (CTIO)
Il Cerro Tololo Inter-American Observatory (CTIO) ha struttura e sede nella località costiera e turistica di La Serena, in Cile. I telescopi del CTIO sono situati a circa 70 km nell'entroterra ai piedi della catena montuosa cilena delle Ande. L'accesso all'osservatorio avviene attraverso la pittoresca zona vinicola della valle dell'Elqui.
I telescopi del CTIO includono il Victor M. Blanco Telescope da quattro metri (titolato all'astronomo Victor Manuel Blanco) che utilizza una camera CCD ad ampio campo visivo, un visualizzatore termico per il vicino infrarosso (1~2,5 micrometri) ad ampio campo e uno spettrografo multioggetto in fibra ottica (FMOS) operante a lunghezze d'onda visibili.
Il telescopio da 4 metri ha svolto un ruolo fondamentale nella scoperta dell'energia oscura, l'energia oggetto di recenti e approfonditi studi che si suppone causi l'accelerazione dell'universo in espansione: nel 2012 al telescopio è stata affiancata una fotocamera ad alta risoluzione, la Dark Energy Camera (DECam).Questa fotocamera, costruita al Fermilab di Chicago, ha consentito un'indagine quinquennale, la Dark Energy Survey, finalizzata a studiare la struttura a larga scala dell'universo e a fare luce sulla natura dell'energia oscura.
Il CTIO collabora con il Southern Astrophysical Research Telescope (SOAR) da 4,1 metri che utilizza l'ottica adattiva ed un notevole risoluzione angolare.

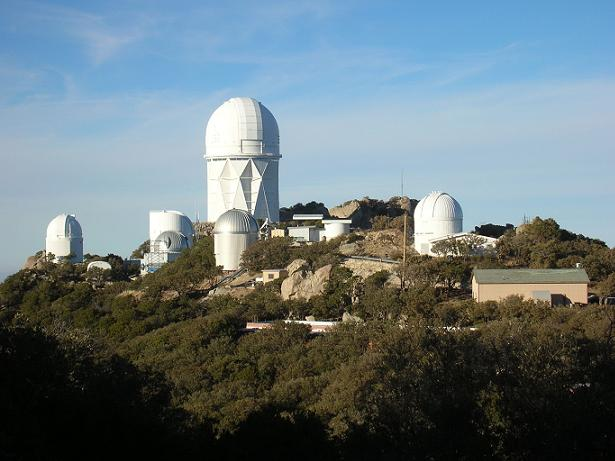
L'osservatorio di Kitt Peak

### Kitt Peak National Observatory (KPNO)
Il Kitt Peak National Observatory (KPNO) è un osservatorio situato nel deserto di Sonora vicino Tucson, in Arizona. La montagna su cui svetta, il Kitt Peak, è parte delle terre tribali dei nativi americani dei Tohono O'odham che l'hanno data in concessione d'uso dal 1958. Il nome dato dai nativi alla montagna è "loligam", che significa manzanita, un arbusto sempreverde tipico delle zone nord-occidentali americane.
L'osservatorio, istituito nel 1958, è costituito da 22 telescopi indipendenti e due radiotelescopi. Il telescopio maggiore è un riflettore ottico da 4 metri titolato nel 1963 a Nicholas Mayall. Il telescopio Mayall sarà dotato di uno spettroscopio per lo studio dell'energia oscura (DESI, Dark Energy Spectroscopic Instrument) e per lo studio delle oscillazioni acustiche barioniche.

L'osservatorio di Kitt Peak è dotato anche di un visualizzatore ad ampio campo visivo nel vicino infrarosso (Extremely Wide Field Infrared Imager, NEWFIRM) per effettuare studi sulla formazione stellare, cosmologia, struttura ed evoluzione delle galassie.

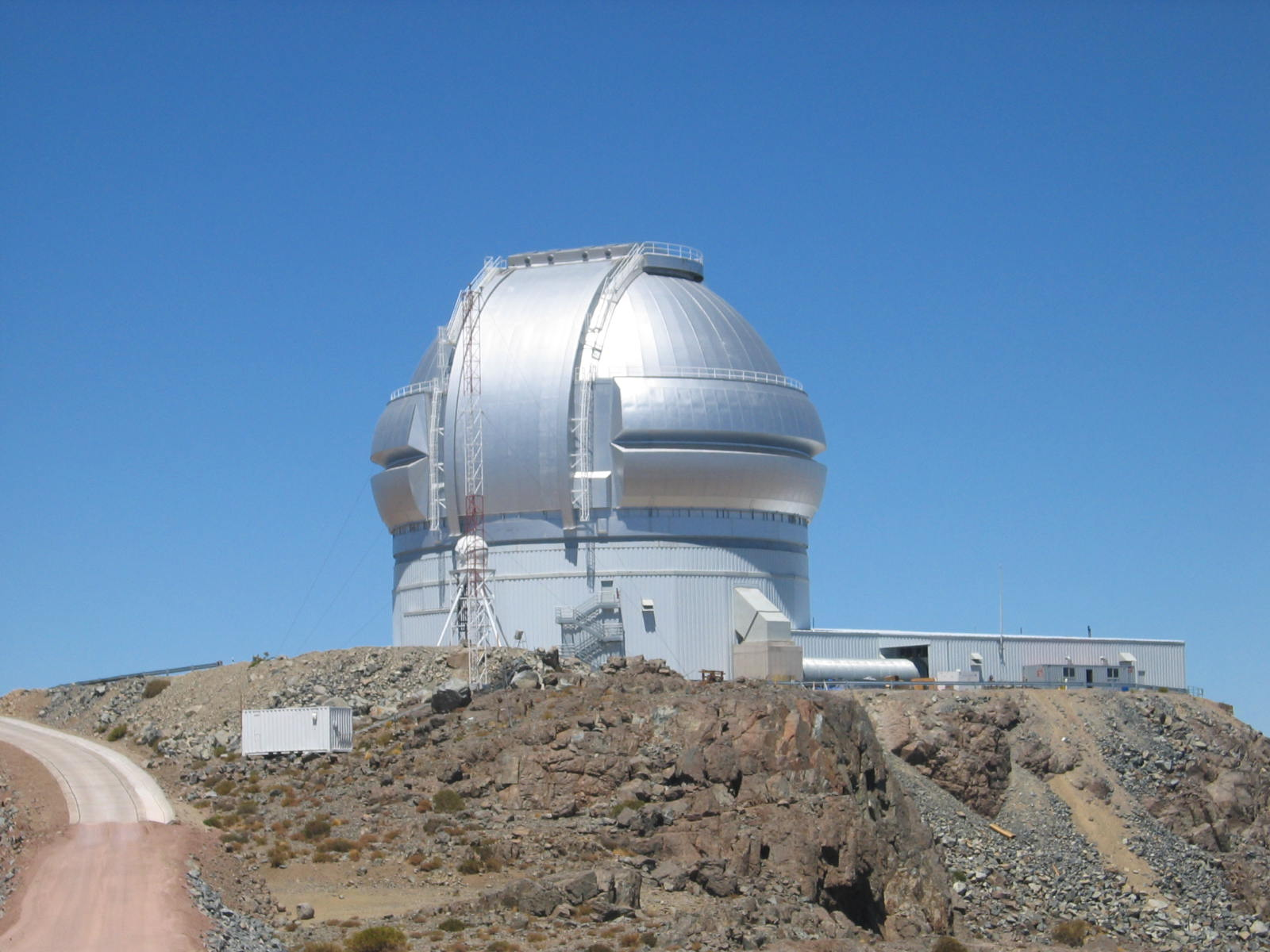
L'osservatorio Gemini sud

### NOAO Gemini Science Center (NGSC)
Il NOAO Gemini Science Center (NGSC) facilita e supporta l'accesso aperto della comunità astronomica ai telescopi NOAO e dell'osservatorio Gemini, valutando le proposte e assegnando i tempi di osservazione a ciascuno dei due telescopi da 8 metri di Gemini: un telescopio si trova vicino al CTIO in Cile, l'altro si trova sull'isola di Hawaii. Il progetto Gemini è una collaborazione congiunta tra Argentina, Australia, Brasile, Canada, Regno Unito e Stati Uniti. Gli Stati Uniti partecipano al progetto con una quota del 50% finanziata dalla NSF.
L'osservatorio Gemini è l'unica struttura a disposizione di tutti gli astronomi degli Stati Uniti su una base permanente con telescopi di grande apertura, tipicamente tra i 6 ed i 10 metri. Gemini consente osservazioni nell'infrarosso (10-20 micron), frequenze ottiche e spettroscopia in entrambi gli emisferi, nord e sud.
Uno dei punti di forza di Gemini è l'alta risoluzione angolare di visualizzazione realizzata attraverso la tecnica dell'ottica adattiva ottenuta con guida laser. 

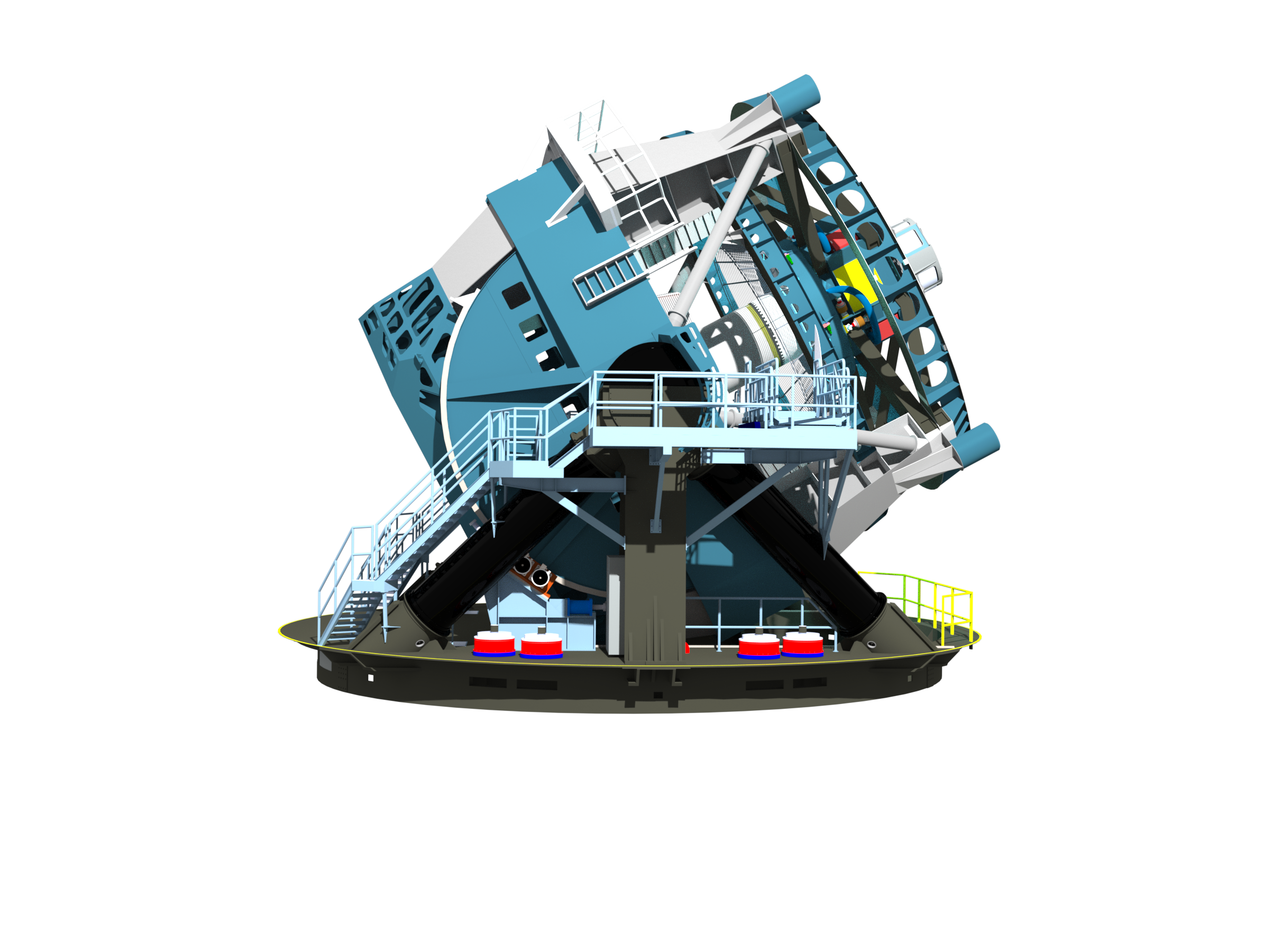
Rendering artistico del LSST attualmente in costruzione

### Large Synoptic Survey Telescope (LSST)
NOAO è uno dei soci fondatori del progetto LSST. Il LSST, titolato a Vera Rubin, è un telescopio di classe 8 metri con un sensore di immagini (imager) dedicato ad ampio campo. L'osservatorio Vera C. Rubin condurrà un'indagine conoscitiva decennale della volta celeste che fornirà un set di 200 immagini volte ad approfondire quattro aree scientifiche:
- studiare la materia oscura e l'energia oscura
- studio di asteroidi pericolosi e i confini del sistema solare
- Eventi transienti in luce ottica nella volta celeste
- la formazione e la struttura della Via Lattea

LSST è operativo da giugno 2025. Durante la fase di costruzione, NOAO è stato responsabile per la progettazione e lo sviluppo del sistema telescopio e del sito preposto ad ospitare il LSST, localizzato sul Cerro Pachón in Cile, vicino ai telescopi SOAR e Gemini sud.

## La cooperazione nazionale e gli obiettivi futuri
All'inizio del nuovo millennio, l'Accademia Nazionale delle Scienze ha pubblicato un rapporto su Astronomy and Astrophysics per il decenno a venire. Tra le priorità, la commissione competente per la relazione ha concluso:
Le strutture ottiche e infrarosse a terra degli Stati Uniti... dovrebbero essere viste dalla National Science Foundation (NSF) e dalla comunità astronomica come un unico sistema integrato che attinge a fonti di finanziamento sia federali che non federali. Un'efficace organizzazione nazionale è essenziale per coordinare e garantire il successo e l'efficienza di questi sistemi. Università e osservatori indipendenti dovrebbero collaborare con le organizzazioni nazionali per garantire il successo di questi sistemi.
Uno degli obiettivi principali futuri per il sistema astronomico statunitense è l'astronomia osservativa con telescopi estremamente grandi, con diametro sino a 30 metri. Due consorzi privati stanno attualmente lavorando su progetti che potrebbero essere operativi nel prossimo decennio. Questi sono il Thirty Meter Telescopeed il Giant Magellan Telescope. NOAO sta collaborando con entrambi i progetti per il potenziale coinvolgimento futuro della vasta comunità statunitenseattraverso il supporto finanziario della NSF.